# Neoastelia spectabilis
Neoastelia spectabilis là một loài thực vật có hoa trong họ Asteliaceae. Loài này được J.B.Williams mô tả khoa học đầu tiên năm 1987.